# Friedrich Wilhelm Schuster
Friedrich Wilhelm Schuster (n. 29 ianuarie 1824, Sebeș – d. 4 februarie 1912, Sibiu) a fost un poet și etnolog german din Transilvania.
O parte din studii le-a făcut la Leipzig (1844-1846). Dintre studenții transilvăneni, după Johann Carl Schuller și Friedrich Wilhelm Schuster a devenit un adept al scrierilor fraților Grimm.
A fost preot paroh la Orăștie.
Friedrich Wilhelm Schuster i-a considerat pe sași ca parte organică din marea cultură germană, iar această convingere i-a marcat poezia.

## Scrieri
- Siebenbürgischsächsische Volkslieder, Sprichwörter, Räthsel, Zauberformeln und Kinderdichtungen, Wiesbaden,  Hermannstadt, 1865, reeditare: Verlag M. Sändig, 1969 ISBN B0000BUORS
- Deutsche Mythen aus siebenbürgischsächsischen Quellen, în: Archiv des Vereins für Siebenbürgische Landeskunde, volumul 9, Hermannstadt, 1870/71
- Gedichte, Schäßburg, 1858
- Gedichte, Verlag W. Krafft, Hermannstadt, 1896
- Alboin und Rosimund. Trauerspiel in fünf Aufzügen, Editura Graeser Viena, 1884/1894 ?
- Gedichte, Editura Krafft, Hermannstadt (Sibiu), 1896
- Aus meinem Leben (Erinnerungen, Gedichte, Übersetzungen aus der Volksdichtung der Siebenbürger Sachsen), editor Prof. emer. Dr. Horst Schuller Anger, Editura Kriterion, 1981
- Der weisse Büffelstier / Sächsische Sagen, Ion Creangă Verlag, București, 1989